# Axel Christiernsson AB
Axel Christiernsson AB, ibland förkortat Axel, är ett företag med huvudkontor i Nol, Ale kommun. 
Företaget grundades 1888 och ingår idag (våren 2010) som en av Europas största tillverkare av smörjfett (eng. Lubricating grease) i investmentbolaget Fairford Holdings företagsgrupp.
Företaget grundades av Axel Christiernsson 1888 i Stockholm, och tillverkade då olika kemi-tekniska produkter. Det ombildades 1908 till aktiebolag och 1923-25 bedrevs rörelsen under namnet A-b Christiernssons bruksintressenter, varefter namnet AB Axel Christiernsson antogs. Från 1920-talet har huvudprodukterna varit smörjfettsprodukter. I början av 1930-talet hade bolaget kontoret i Stockholm, samt filialer i Göteborg, Malmö, Norrköping och Sundsvall, med sin kemisk-tekniska fabrik i Huddinge.
År 1973 förvärvades företaget Skandinavisk Amerikanska Smörjolje AB som varit verksamma i Nol sedan 1910.
Numera har företaget inga egna produktmärken, utan produkterna skräddarsys enligt kundernas önskemål och saluförs därefter i kundernas namn ut till slutkund.

Produktionsanläggningar finns, förutom i Nol där ca 60 personer arbetar, även i Heijningen,  Moerdijk i Nederländerna och i Niort i Frankrike.